# 二次イオン質量分析法

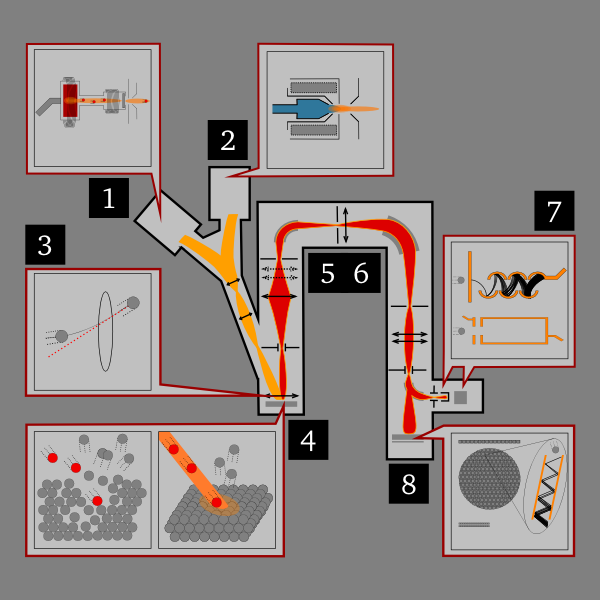
SIMSの概要。
イオン銃によって供給された数keVの高エネルギーイオン(1 or 2)がサンプルに集束され(3)、表面の原子をイオン化やスパッタリングする(4)。
生成した二次イオンはイオンレンズによって集められ(5)、原子の質量によって分けられた後(6)、電子倍増管やファラデーカップ(7)、CCD(8)などで検出される。

二次イオン質量分析法（にじイオンしつりょうぶんせきほう、英: Secondary Ion Mass Spectrometry、略称：SIMS）とは、質量分析法におけるイオン化方法の種類の一つである。特に固体の表面にビーム状のイオン（一次イオンと呼ばれる）を照射し、そのイオンと固体表面の分子・原子レベルでの衝突によって発生するイオン（二次イオンと呼ばれる）を質量分析計で検出する表面計測法である。

## 概要
組成、化学構造、特定化学種のサブミクロンスケールの分布、深さ方向の分布などに関する情報を得ることができる。
感度が非常に高く、固体中にppb～ppmオーダーで含まれる微量元素の定量ができる。水素からウランまでほとんど全ての元素の分析が可能である。

## 装置構成と原理

### 一次イオン
一次イオンとしては、数～30keV程度に加速されたアルゴン（Ar+)、酸素分子（O2+)、酸素原子（O-)、セシウム（Cs+)、ガリウム（Ga+)、金、ビスマスなどが用いられる。アルゴンイオンは試料表面の組成などを保ちたいときに用いられる。酸素イオン（O-）は正の二次イオンを分析するときに用いられる。セシウムイオンは、負の二次イオンを分析するときに用いられる。

### スパッタリング
真空中に置かれた固体の表面に一次イオンビームを照射すると、イオンは電子に比べるとはるかに重いため、スパッタリングが起こる。一般的には直径10μm、深さ1μm程度がスパッタされる。一次イオンのプローブ径の小さなイオン源を用いれば、面内の不純物分布を測定できる。
スパッタリングによって二次イオン、中性原子、電子などが真空中へ放出される。この放出されたイオンは二次イオンと呼ばれる。このイオン化の過程は未解明の部分が多く、放出される二次イオンの数は中性原子と比べるとはるかに少ない。よって高感度の測定のためには、超高真空下で測定しなければならない。希ガスはほとんどイオン化されないため通常は分析できない。窒素もほとんどイオン化しないが、炭素が存在する場合はCN-として効率よくイオン化されるため分析可能である。
スパッタリングの結果、固体表面にはクレーターが形成する。クレーターの側壁から生じるイオンを検出してしまうと、深さ方向の分析がしたくても表面元素の影響が残ってしまう。よってクレーターの中心部から発生したイオンのみを検出することが重要である。
試料が絶縁体のときは、一次イオン照射によって試料表面が正に帯電する。帯電すると試料表面の電位が変化するため、放出される二次イオンのエネルギーも変わり、正確な定量ができなくなることがある。

### 質量分析計
放出された粒子の内、二次イオンがイオンレンズによって集められた後、質量分析計に導入される。質量分析計は、目的に応じて二重収束型、飛行時間型、四重極型などが用いられる。
- 四重極型質量分析計は、装置が小型であり、試料の電位がほぼ0なので一次イオンの入射角やエネルギーを変えることが容易であり、ビームも絞りやすい。質量分解能は低い。
- 二重収束型質量分析計は、質量分解能が高い。装置は大型。試料に大きな電位を与える必要があるため、一次イオンのエネルギーが低下したり、ビームを絞りにくい。
- 飛行時間質量分析計（TOF-MS）を用いた場合には、飛行時間二次イオン質量分析法（TOF-SIMS）とも呼ばれる。重い分子イオンを分析できる。質量分解能は高い。一次イオンをパルス化する必要があり、深さ方向の分析が難しい。

多くの元素には同位体があるため、質量干渉が生じる。例えば56Feを分析するときは、28Si2が質量ピークが重なり、正確な定量ができなくなることがある。これを解消するには質量分解能の高い質量分析計を用いる必要がある。

### 検出器
二次イオンの検出には、ファラデーカップや二次電子倍増管が用いられる。

### 定量
放出される二次イオンの量は、試料のマトリックス（主成分、母材）によって大きく異なる。これをマトリックス効果という。マトリックス効果の程度は、測定する元素により異なる。
よって定量は、同じような主成分から成る濃度既知の標準試料を用意し、その分析結果と比較することが必要となる。主成分の二次イオン強度と相対感度係数から、測定したい元素の濃度を算出する。

## 測定モード
試料を削りながら破壊的に測定するダイナミック・モード（D-SIMS）と、非破壊的に測定するスタティック・モード（S-SIMS）があり、目的に応じて使い分ける。
ダイナミック・モードでは一次イオンとして通常酸素とセシウムを適時使い分ける。これは一次イオンが試料表面にもたらす、二次イオン発生効率を高める物理化学的な作用を利用している（酸素は試料の表面酸化により正の二次イオンを、セシウムは試料の表面仕事函数の低下により負の二次イオンを高める）。この効果により、分析室中の残留ガスによってバックグラウンドが高くなる軽元素以外の殆どの元素をppbかpptオーダーに至る検出下限を達成している。